# Tomasz Pacyński

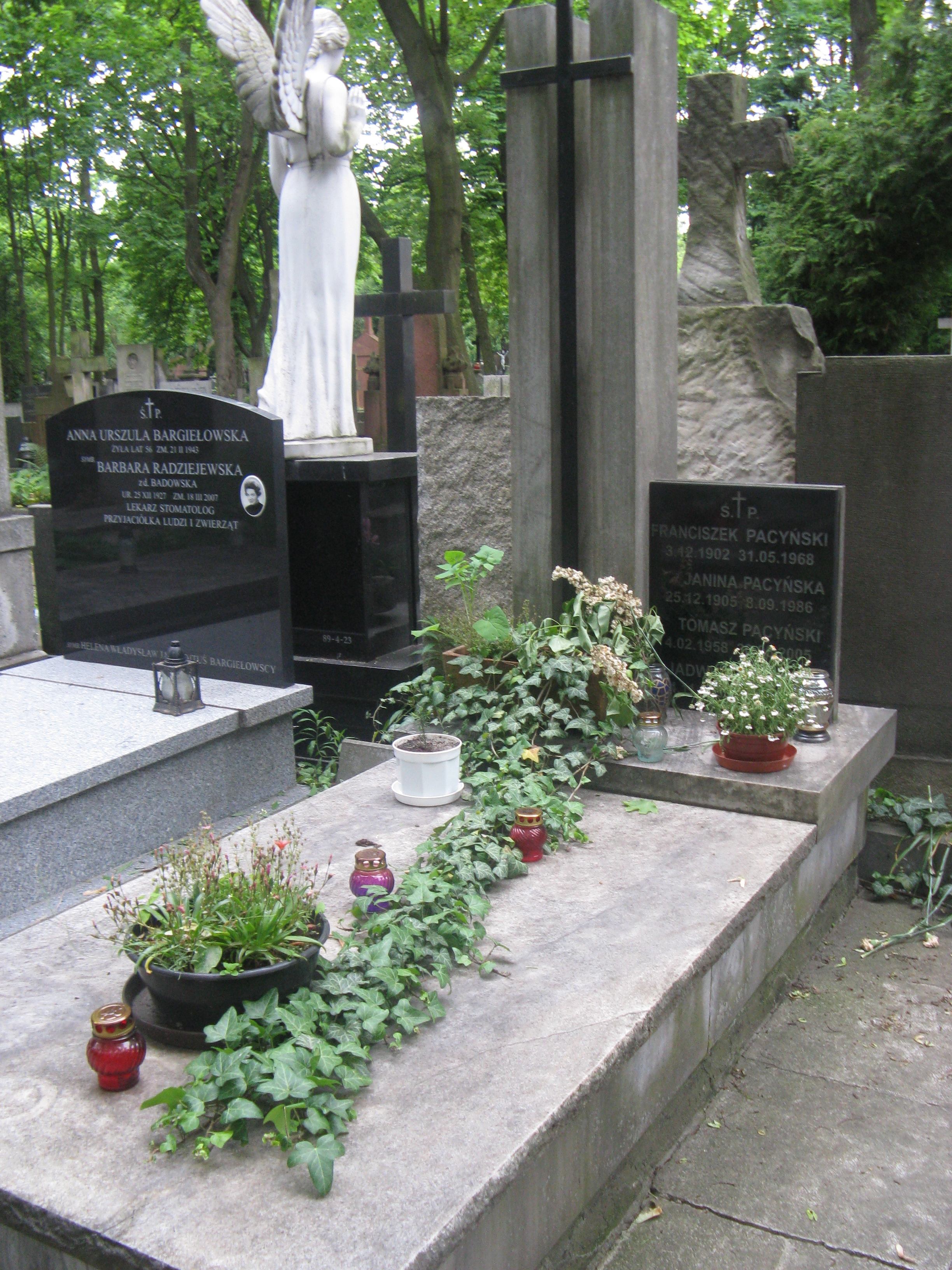
Grób Tomasz Pacyńskiego na cmentarzu Powązkowskim

Tomasz Pacyński (ur. 4 lutego 1958 w Warszawie, zm. 30 maja 2005 w Broku) – polski pisarz fantastyczny, z zawodu informatyk. Redaktor naczelny czasopisma internetowego Fahrenheit. Publikował na łamach Science Fiction, SFery i Fantasy oraz w internetowych czasopismach Fahrenheit, Esensja, Fantazin i Srebrny Glob. Autor felietonów publikowanych w SFerze i Science Fiction. Jego debiutem książkowym była opublikowana w 2001 powieść Sherwood, za którą otrzymał nominację do nagrody im. Janusza A. Zajdla. Opublikował cztery powieści – trylogię fantasy Sherwood (na motywach legendy o Robin Hoodzie) oraz Wrzesień – militarną postapokaliptyczną powieść political fiction, również nominowaną do Zajdla, a także liczne opowiadania. Humorystyczne opowiadania z cyklu o Dziadku Mrozie zostały w 2005 wydane w zbiorze Linia ognia. W Internecie używał często pseudonimu Pacek.
30 maja 2005 został znaleziony martwy w ogródku przez rodzinę. Przyczyną śmierci było prawdopodobnie zapalenie mięśnia sercowego lub zawał. Został pochowany 7 czerwca na cmentarzu Powązkowskim (kwatera 89-3-22/23). Jego syn, Krzysztof Pacyński, jest także pisarzem.
W 2009 nakładem wydawnictwa Fabryka Słów ukazała się antologia Bajki dla dorosłych, poświęcona osobie Tomasza Pacyńskiego. 

Dwanaście opowiadań. Jedno autorstwa Tomasza „Packa” Pacyńskiego, którego nie ma już wśród nas. I jedenaście opowiadań napisanych z myślą o nim. Jako wspomnienie o nim. Epitafium w postaci własnej kreacji. Najpiękniejszy hołd, jaki pisarz złożyć może pisarzowi. I chyba jedyny, jaki może złożyć, nie popadając w całkiem zbędny patos.

## Twórczość[1]

### TrylogiaSherwood
- Sherwood – wyd. 3,49, 2001, wyd. RUNA 2003 (wydanie II poprawione)
- Maskarada – wyd. RUNA 2003
- Wrota światów
  - Zła piosenka – wyd. RUNA 2004
  - Garść popiołu – wyd. RUNA – nie ukończona z powodu śmierci autora

### Inne książki
- Wrzesień – wyd. RUNA 2002
- Linia ognia – wyd. Fabryka Słów 2005 (opowiadania: Opowieść wigilijna, Straty uboczne. Linia ognia, Łysa Góra, Skarby pustyni, Dobre Mzimu, Ścieżki wiedźm, Bajki dla dorosłych)
- Szatański interes – wyd. Fabryka Słów 2005
- Smokobójca – wyd. Fabryka Słów 2006 (opowiadania o sir Rogerze z Mons Nagroda, Zapłata, Nic osobistego, Diabelska alternatywa oraz związane z cyklem Sherwood Komu wyje pies)

### Opowiadania
- Siódmy kot – „Fahrenheit XVI”, 2000
- Koral i smok – „Fahrenheit i Fantazin”, 2000
- Nagroda – „Science Fiction” nr 3/2001
- Nic osobistego – „Science Fiction” nr 7/2001
- Dziedzictwo – „Science Fiction” nr 12/2002
- Opowieść wigilijna – antologia Strefa mroku, wyd. Bauer 2002 (dodatek do czasopisma „Click! Fantasy”), zbiór Linia ognia, Fabryka Słów, styczeń 2005
- Diabelska alternatywa – „Fahrenheit” XXII, 2002
- Wspomnienie – „Fahrenheit” XXVIII, 2003
- Straty uboczne – „Fantasy”, 2003, zbiór Linia ognia, Fabryka Słów, styczeń 2005
- Linia ognia – „SFera” nr 6/2003, zbiór Linia ognia, Fabryka Słów, styczeń 2005
- Łysa Góra – „Science Fiction” nr 2/2004, zbiór Linia ognia, Fabryka Słów, styczeń 2005
- Stokrotka na blaszanym dachu – „Science Fiction” nr 4/2004 (kontynuacja powieści Wrzesień)
- Skarby pustyni – „Science Fiction” nr 7/2004, zbiór Linia ognia, Fabryka Słów, styczeń 2005
- Komu wyje pies – „Science Fiction” nr 12/2004 (prequel trylogii Sherwood)
- Dobre Mzimu – zbiór Linia ognia, Fabryka Słów, styczeń 2005
- Ścieżki wiedźm – zbiór Linia ognia, Fabryka Słów, styczeń 2005
- Bajki dla dorosłych – zbiór Linia ognia, Fabryka Słów, styczeń 2005
- Szatański interes – „Fahrenheit” XLV, 2005

## Nagrody
- Nominacja do nagrody im. Janusza A. Zajdla za rok 2002, za powieść „Wrzesień”
- Nominacja do nagrody im. Janusza A. Zajdla za rok 2001, za powieść „Sherwood"